# Henri Bosmans
Henri Bosmans SJ (* 7. April 1852 in Mechelen; † 3. Februar 1928 in Brüssel) war ein belgischer Mathematikhistoriker.

## Leben und Wirken
Henri Bosmans trat 1871 dem Jesuitenorden bei und studierte von 1879 bis 1882 am Jesuitenkolleg Saint-Barbe in Gent. Er war dann zunächst am Kolleg in Gent als Lehrer tätig. 1887 kam er als Mathematiklehrer an das Jesuitenkolleg Saint-Michel in Brüssel. Er veröffentlichte ab 1894 mathematische Arbeiten, zunächst Probleme und Lösungen unter einem Pseudonym im L’Intermediaire des Mathematiciens. Bald stieg er aber durch Arbeiten insbesondere zu Mathematikern aus den Beneluxländern des 16. und 17. Jahrhunderts und Jesuiten-Mathematikern (von denen viele als Missionare in China waren, so dass er sich auch mit chinesischer Mathematikgeschichte und Astronomiegeschichte beschäftigte) zu einem der führenden Mathematikhistoriker seiner Zeit auf, der von Autoritäten wie Gustav Eneström, Florian Cajori, Gino Loria und Moritz Cantor, später auch George Sarton, wegen der dahinterstehenden genauen Quellenstudien hochgeschätzt wurde. Bei seinem Tod hatte er über 300 Arbeiten veröffentlicht, die meist einzelnen Mathematikern oder einzelnen Werken gewidmet waren. Nach Albrecht Heefer war dies ein Grund, warum er später etwas in Vergessenheit geriet, im Gegensatz etwa zu Cajori und Cantor, die ihre Forschungen in großen Geschichtsübersichten zusammenfassten.
Einige der von Bosmans bearbeiteten Quellen sind nur in seinen genauen Abschriften erhalten, da viele Manuskripte beim Brand der Universitätsbibliothek Löwen 1914 unter deutscher Besatzung verlorengingen.